# Geoffrey Francis Archer
Geoffrey Francis Archer, KCMG (* 4. Juli 1882 in Kensington, London; † 1. Mai 1964 in La Croisette, Cannes) war ein britischer Kolonialadministrator und Ornithologe, der unter anderem zwischen 1925 und 1926 Generalgouverneur des Sudan war.

## Leben
Geoffrey Francis Archer, zweiter Sohn von Bradley Archer, war ein Neffe von Frederick John Jackson, der ebenfalls Kolonialadministrator sowie zwischen 1911 und 1918 Gouverneur von Uganda war. Er war in der Kolonialverwaltung tätig, beschäftigte sich daneben mit der Ornithologie und unternahm Expeditionsreisen zum Albertsee, am Semliki sowie am Ruwenzori-Gebirge. Daneben unternahm er Landvermessungen im Baringo County sowie Großwildjagden und verfasste Berichte für die Royal Geographical Society. 1913 wurde er für seine Verdienste Companion des Order of St Michael and St George (CMG). Im Mai 1914 löste er Horace Archer Byatt als Kommissar (Commissioner) von Britisch-Somaliland ab und verblieb auf diesem Posten bis Oktober 1919. Im Anschluss wurde er nunmehr im Oktober 1919 erster Gouverneur von Britisch-Somaliland und bekleidete dieses Amt bis zum 17. August 1922, woraufhin Gerald Henry Summers seine dortige Nachfolge antrat. Am 5. Juni 1920 zum Knight Commander des Order of St Michael and St George (KCMG) geschlagen, so dass er fortan den Namenszusatz „Sir“ führte. Ihm zu Ehren wurde die zur Familie der Lerchen gehörende 1920 von Stephenson Robert Clarke entdeckte Somalispornlerche (Heteromirafra archeri) benannt.
Am 15. August 1922 löste Archer Robert Thorne Coryndon als Gouverneur von Uganda ab und war dort bis zu seiner Ablösung durch William Frederick Gowers am 18. Mai 1925 tätig. Zuletzt löste er nach der Sudankrise, einer Reihe politischer und militärischer Auseinandersetzungen zwischen dem Königreich Ägypten, Großbritannien und dem anglo-ägyptischen Sudan, um dessen seit 1899 bestehenden Status als britisch-ägyptisches Kondominium, am 5. Januar 1925 Lee Oliver Fitzmaurice Stack als Generalgouverneur des Sudan ab. Dieses Amt hatte er bis zum 31. Oktober 1926 inne, woraufhin John Loader Maffey seine dortige Nachfolge antrat.
Geoffrey Francis Archer war seit 1916 mit Olive Mary Godman verheiratet, Tochter von Oberst Charles Bulkeley Godman.